# Eparchia pietrozawodzka i karelska
Eparchia pietrozawodzka i karelska – jedna z eparchii Rosyjskiego Kościoła Prawosławnego. Jej stolicą jest Pietrozawodsk. Funkcję soboru pełni od 2000 sobór św. Aleksandra Newskiego w Pietrozawodsku. Eparchia, powołana w 1990, jest kontynuatorką działającej w latach 1828–1937 oraz 1947–1948 eparchii ołonieckiej. Obejmuje obszar autonomicznej Republiki Karelii (bez sześciu rejonów wchodzących w skład eparchii kostomukszańskiej).

## Historia

### Eparchia ołoniecka
W 1828 Świątobliwy Synod Rządzący oraz car Mikołaj I Romanow powołał eparchię ołoniecką ze stolicą w Pietrozawodsku, na obszarze dotąd podległym eparchii niżnonowogrodzkiej, a następnie petersburskiej. Biskupi nowej eparchii nosili tytuł biskupów pietrozawodzkich i ołonieckich. Pierwszym hierarchą na tej katedrze został biskup Ignacy (Siemionow). W 1829 otwarte zostało prawosławne seminarium duchowne w Ołońcu, zaś od 1898 wychodziło pismo Ołonieckije jeparchialnyje wiedomosti.
Przed rewolucją październikową eparchia ołoniecka liczyła 565 cerkwi i 2127 kaplic, rozlokowanych w 35 dekanatach, w których pracę duszpasterską wykonywało 1370 kapłanów. Działało ponadto 20 klasztorów. Katedra ołoniecka była obsadzona do 1937. Po tej dacie, z braku kandydatów na biskupa, obszar eparchii znalazł się pod tymczasowym zarządem metropolitów leningradzkich. Nowy hierarcha został wyznaczony dopiero w 1947, jednak już w roku następnym samodzielne biskupstwo zostało skasowane i ponownie dołączone do eparchii leningradzkiej. W tym czasie na terytorium eparchii działały 4 cerkwie.

### Odbudowa
19 lipca 1990 Pietrozawodsk ponownie został stolicą samodzielnej eparchii Rosyjskiego Kościoła Prawosławnego. W tym momencie na wyznaczonym terytorium eparchii działało 5 parafii obsługiwanych przez 6 kapłanów. Biskupem pietrozawodzkim i ołonieckim został Manuel (Pawłow). Od 1996 nosił on tytuł biskupa pietrozawodzkiego i karelskiego, co pokrywało się z nową nazwą eparchii.
Według danych z 2005 liczba parafii wzrosła do 66, reaktywowano również 6 klasztorów (nie licząc stauropigialnego monasteru Wałaam).
W 2013 z terytorium eparchii wydzielono eparchię kostomukszańską.

## Podział administracyjny
Eparchia pietrozawodzka i karelska dzieli się na sześć dekanatów:
- Dekanat centralny
- Dekanat ołoniecki
- Dekanat przyładoski
- Dekanat zaoneski
- Dekanat zachodni
- Dekanat północny.

## Biskupi[2]

### Biskupi ołonieccy
- Ignacy (Siemionow), 1828–1841
- Benedykt (Hryhorowicz), 1842–1850
- Damaskin (Rossow), 1850–1851
- Arkadiusz (Fiodorow), 1851–1869
- Jonatan (Rudniew), 1869–1877
- Palladiusz (Pjankow), 1877–1882
- Paweł (Dobrochotow), 1882–1897
- Nazariusz (Kiriłłow), 1897–1901
- Anastazy (Opocki), 1901–1905
- Misael (Kryłow), 1905–1908
- Nikanor (Nadieżdin), 1908–1916
- Joannicjusz (Djaczkow), 1916–1918
- Eugeniusz (Miercałow), 1919
- Eutymiusz (Łapin), 1920–1924
- Sergiusz (Griszyn), 1928
- Artemiusz (Iljinski), 1928–1930
- Teodor (Jackowski), 1930–1934
- Sofroniusz (Ariefjew) 1934
- Teodor (Jackowski)
- Borys (Szypulin), 1936
- Palladiusz (Szerstiennikow), 1936–1937
- Nektariusz (Grigorjew), 1947–1948
- Benedykt (Plaskin), 1948–1949

### Biskupi pietrozawodzcy
- Manuel (Pawłow), 1995–2015
- Konstantyn (Gorianow), od 2015